# Ubuntu Studio
L'Ubuntu Studio és una distribució oficial del sistema operatiu basat en Debian, l'Ubuntu.
Aquesta distribució, apareguda el 10 de maig de 2007, està enfocada a tots els usuaris que utilitzin el seu ordinador com a lloc de creació artístic d'elements multimèdia. La distribució conté programari lliure específic, enfocat a la creativitat.
Tot i això, tot el programari que porta Ubuntu Studio es pot instal·lar des de qualsevol distribució de la família Ubuntu.

## Característiques generals
- Utilitza tan sols els paquets dels repositoris oficials d'Ubuntu.
- Utilitza un kernel de baixa latencia.
- Usa GNOME com a entorn d'escriptori.
- Sols existeix la versió alternate en DVD.

## Aplicacions

### Edició d'àudio
- Ardour - Enregistrament multipista d'àudio i midi
- Audacity - Gravació i edició d'àudio
- Hydrogen - Caixa de ritmes
- JACK Audio Connection Kit - Servidor de so de baixa latència
- JAMin - Suite de masterització d'audio
- LilyPond - Editor de partitures
- Mixxx - Mescles musicals (Dj)
- MusE
- Rosegarden - Seqüenciador
- TiMidity++
- Wired

### Edició de vídeo
- CinePaint
- PiTiVi
- Kino
- Stopmotion

### Edició de gràfics
- Agave
- Blender
- Enblend
- FontForge
- GIMP
- Inkscape
- Scribus
- Synfig